# Комплекс построек Адмиралтейского судостроительного завода

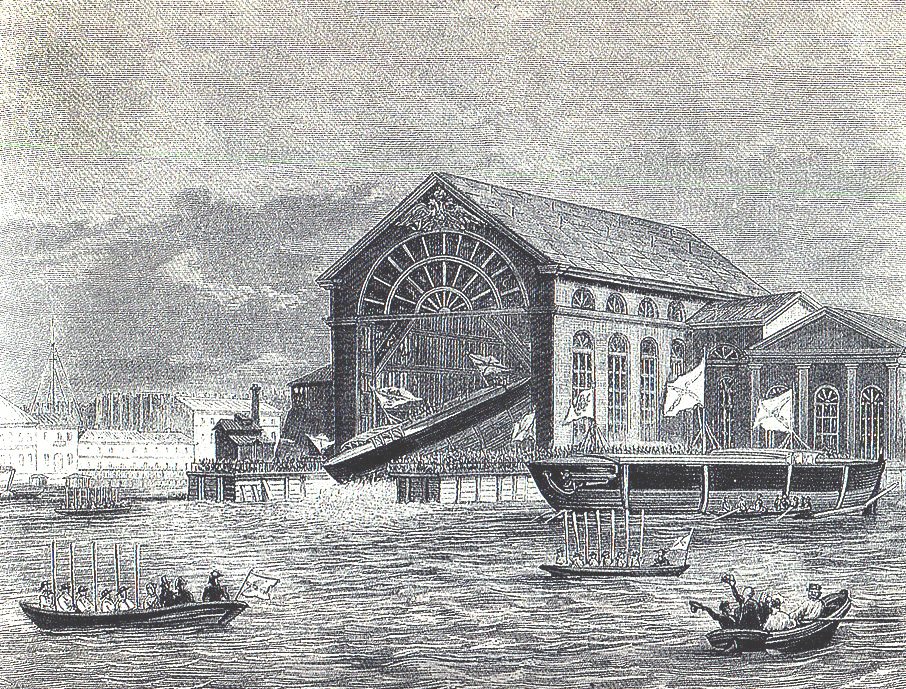
. Гравюра, XIX в.

Комплекс построек Адмиралтейского судостроительного завода — существующий производственный комплекс, некоторые здания которого являются памятниками архитектуры. Расположен в Санкт-Петербурге, здания имеют адрес набережная реки Фонтанки, 203, но при этом расположены в разных местах Галерного, Ново-Адмиралтейского и Матисова островов.
Изначально комплекс верфи, давшей название Адмиралтейскому району, занимал всё побережье Невы от взморья до современного Адмиралтейства; верфь соседствовала с Зимним дворцом. На текущую территорию производство было перенесено в начале XIX века, после указа Павла I об основании Нового Адмиралтейства в 1800 году. До этого территорию уже занимали Галерный двор, лоцманская деревня и склады. Новое Адмиралтейство было построено на месте Галерного двора, там строили военные суда, а фрегаты, клипера и малые парусники стали строить на Галерном острове.
Первый этап застройки длился с 1825 по 1838 годы с участием Э. Х. Анерта, И. Г. Гомзина, П.-Д. Базена, Л. Л. Карбоньера и В. П. Лебедева. Они построили эллинги, мастерские, склады, чертёжную, обустраивали завод как внешне, так и внутри.
К 1838 году по проекту Пьера-Доминика Базена по образцу существовавшего во Франции здания был построен первый российский каменный эллинг. Структурно он состоит из кирпичных пилонов, связанных продольными аркадами, и перекрыт высокой шатровой крышей размером 92х29х26 метров. На торце со стороны Невы находилась гигантская арка, обычно остеклённая; её разбирали перед спуском корабля. Деревянное перекрытие было переведено в металлическую комбинированную конструкцию с нижним арочным поясом, её рама не оказывала давления на вертикальные опоры.
Комплекс строился по принципам классической композиции. От главного входа в конце Галерной улицы у моста через Ново-Адмиралтейский канал шла длинная аллея, справа от которой находилась судостроительная часть (эллинги и основные мастерские), а слева стояли вспомогательные мастерские (шлюпочные, литейные, меднокотельные). Вдоль берега была сделана пристань и дамбы с павильонами для посетителей церемоний спуска на воду. Обустройство территории во многом было вызвано присутствием царской семьи и свиты на 26 церемониях. Пристани, набережная, мосты и чугунные ворота с решётками были построены в 1830-х годах. Новый каменный эллинг был построен рядом со старым по проекту С. Н. Будзынского, Н. П. Дуткина и Н. Д. Куторги в 1893 году, окончательно панораму берега завершил храм в память о погибших в Цусимском бою моряках — Спас на Водах.
Среди мастерских слева от аллеи выделялось каменное двухэтажное здание с башней с часами. В нём размещались канцелярия, чертёжная и плазы.
Два каменных эллинга на Галерном острове не сохранились. Рядом в начале XX века под руководством Н. И. Дмитриева и А. И. Дмитриева построили электростанцию и новое здание судостроительной мастерской, рукав Фонтанки оборудовали как бассейн для достройки. Также до революции на территории были построены под руководством Н. П. Козлова плаз и административное здание.
В советское время Спас на Водах был уничтожен (ныне на его месте сооружена часовня), каменные эллинги на Ново-Адмиралтейском острове с торцов были застроены неинтересными с архитектурной точки зрения зданиями.